# Maranta parvifolia
Maranta parvifolia là một loài thực vật có hoa trong họ Marantaceae. Loài này được Petersen ex Warm. mô tả khoa học đầu tiên năm 1889.